# Łomiana
Łomiana (lit. Lomena) – rzeka na Litwie, w okręgu kowieńskim, w rejonie koszedarskim i janowskim, lewy dopływ Wilii. Długość rzeki wynosi 32 kilometry, a powierzchnia zlewni wynosi 187 km².
Średni przepływ przy ujściu rzeki wynosi 1,03 m³/s, a średnie nachylenie wynosi 1,84 m/km. Średnia prędkość wynosi od 0,1 do 0,4 m/s. Koryto rzeki od źródła do miejscowości Połomień jest regulowane, pozostała część jest naturalna. Szerokość rzeki wynosi od 8 do 12 metrów w regulowanej części koryta i od 4 do 6 metrów w naturalnej części. Głębokość wynosi od 1,7 do 2,1 metra w regulowanej części, i od 0,4 do 0,7 metra w naturalnej części.
Odcinek rzeki między miejscowościami Vaidučiai i Lomeniai znajduje się na terenie parku krajobrazowego Lomenos kraštovaizdžio draustinis.
Dopływy rzeki:
- lewobrzeżne: Dumsis, Romatas, Živinta, Bistručia, Verkstinė
- prawobrzeżne: Žasla, Rudija, Uterna, Taurė, Vertimas, Nota, Neprėkšta